# Kościół Dobrego Pasterza w Warszawie
Kościół Dobrego Pasterza  – kościół znajdujący się w dzielnicy Wola w Warszawie, przy ul. Szczecińskiego 5.

## Opis
Świątynia została wybudowana w latach 1995–2001. Projektantami byli Konrad Kucza-Kuczyński, Andrzej Miklaszewski i Piotr Kudelski, a budowniczym ks. Józef Łazicki.
Na klinkierowej ścianie za ołtarzem umieszczono obraz przedstawiający Jezusa Chrystusa wśród stada owiec pasących się na zielonym pastwisku.